# 棲霞山戰鬥
棲霞山戰鬥發生於1927年8月20日－27日，地點在中國南京東北方一帶，是國民革命軍北伐戰爭的戰鬥之一，主要戰場圍繞在爭奪棲霞山控制權。棲霞山戰鬥的交戰雙方，一方為國民革命軍新桂系部隊，另一方為孫傳芳指揮的安國軍政府部隊。

## 概述
在寧漢合流後，國民革命軍重新整頓態勢，確保南京。由國民革命軍第一軍下轄之國民革命軍第22師與國民革命軍第七軍在南京東北面外圍長江制高點佈設防線，包括烏龍山、棲霞山、龍潭等地。但是渡江的安國軍在8月25日發動強攻，佔領了烏龍山與棲霞山兩處制高點。在態勢轉壞下，李宗仁下令第七軍副軍長夏威督戰，試圖奪回棲霞山。
雖然當日22師遭到擊退後撤，但是第七軍下轄之第1師、第3師發動逆襲，在8月26日奪回棲霞山。當日第七軍原定交由第一軍換防，但第一軍換防後即遭到安國軍突破失守棲霞山，使得第七軍再度發動逆襲奪回該據點，並駐紮固守。
此役為龍潭戰役的前哨戰，由於國民革命軍控制了南京北方主要防線，迫使孫傳芳必須展開決戰打破僵局。

## 參看
- 龙潭战斗
- 中華民國北洋政府時期內戰戰鬥列表